# Liste von Steuern
Diese Liste listet Steuern auf, die gegenwärtig erhoben werden oder historisch erhoben wurden. Kriterium für die Aufnahme ist entweder die offizielle Bezeichnung als Steuer (unabhängig davon, ob es sich um eine Steuer im Sinne einer von einem Gemeinwesen erhobene Geldleistung  ohne Anspruch auf Gegenleistung, die in den Staatshaushalt fließt, handelt) oder das Vorliegen dieser Kriterien ohne Bezeichnung als Steuer.

## Deutschland

### In Deutschland gegenwärtig erhobene Steuern
| Name der Steuer      | Steuerart                       | Steuerobjekt                                                                                            | Gesetz                                                           | Anmerkungen |
| -------------------- | ------------------------------- | --- | ---------------------------------------------------------------- | --- |
| Alkopopsteuer        | indirekte Verbrauchsteuer       | Verbrauch von Alkopops                                                                                  | Alkopopsteuergesetz (AlkopopStG)                                 | |
| Biersteuer           | indirekte Verbrauchsteuer       | Herstellung von Bier                                                                                    | Biersteuergesetz (BierStG)                                       | |
| Einkommensteuer      | Direkte Steuer und Ertragsteuer | Einkommen von natürlichen Personen                                                                      | Einkommensteuergesetz (EStG)                                     | |
| Erbschaftsteuer      | vermögensbezogene Steuer        | Erbanfall                                                                                               | Erbschaftsteuer- und Schenkungsteuergesetz (ErbStG)              | |
| Feldesabgabe         | Realsteuer                      | Inhaberschaft einer bergrechtlichen Erlaubnis zur Aufsuchung von Bodenschätzen zu gewerblichen Zwecken  | Bundesberggesetz                                                 | Bemessungsgrundlage ist die aufgesuchte Fläche Das Aufkommen steht den Ländern zu. |
| Feuerschutzsteuer    | Verkehrsteuer                   | Versicherungsprämien für Feuerversicherungen                                                            | Feuerschutzsteuergesetz (FeuerschStG)                            | Ländersteuer |
| Fischereisteuer      | Aufwandsteuer                   | Ausübung des Fischereirechts                                                                            | Kommunalabgabengesetze der Länder sowie Regelungen der Gemeinden | . |
| Förderabgabe         | Realsteuer                      | Inhaberschaft einer bergrechtlichen Erlaubnis zur Aufsuchung von Bodenschätzen zu gewerblichen Zwecken. | Bundesberggesetz                                                 | Bemessungsgrundlage ist die Fördermenge. Das Aufkommen steht den Ländern zu. |
| Grunderwerbsteuer    | Verkehrssteuer                  | Erwerb von Grundstücken                                                                                 | Grunderwerbsteuergesetz                                          | Festlegung des Steuersatzes durch die Länder, denen auch das Aufkommen zusteht |
| Grundsteuer          | Realsteuer und Substanzsteuer   | Eigentum an Grundstücken                                                                                | Grundsteuergesetz                                                | Hebesatz wird von den Gemeinden festgelegt, denen auch das Aufkommen zusteht |
| Hundesteuer          | Aufwandsteuer                   | Halten von Hunden                                                                                       | Ländergesetze                                                    | Höhe der Steuer wird von den Gemeinden festgelegt, denen auch das Aufkommen zusteht. |
| Jagdsteuer           | Aufwandsteuer                   | Ausübung des Jagdrechts                                                                                 | Kommunalabgabengesetze der Länder sowie Regelungen der Gemeinden | |
| Kaffeesteuer         | indirekte Verbrauchsteuer       | Verbrauch von Kaffee                                                                                    | Alkopopsteuergesetz (Kaffeesteuergesetz)                         | |
| Kirchensteuer        | Direkte Steuer und Ertragsteuer | Einkommen von natürlichen Personen, die einer Religionsgemeinschaft angehören                           | Erhebung von den Religionsgemeinschaften                         | |
| Körperschaftsteuer   | Direkte Steuer und Ertragsteuer | Einkommen juristischer Personen                                                                         | Körperschaftsteuergesetz (KStG)                                  | |
| Kraftfahrzeugsteuer  | Verkehrsteuer                   | Halten eines Kraftfahrzeugs                                                                             | Kraftfahrzeugsteuergesetz (KraftStG)                             | |
| Kulturförderabgabe   | Verkehrsteuer                   | Übernachtungen in Hotels und Pensionen                                                                  | diverse kommunale Regelungen                                     | Erhebung durch viele Gemeinden |
| Luftverkehrsteuer    | Verkehrsteuer                   | Passagierflüge aus dem Inland                                                                           | Luftverkehrsteuergesetz (LuftVStG)                               | |
| Pferdesteuer         | Aufwandsteuer                   | Haltung von Pferden                                                                                     | diverse kommunalen Regelungen                                    | Erhebung in einigen Gemeinden |
| Schenkungsteuer      | vermögensbezogene Steuer        | Schenkung                                                                                               | Erbschaftsteuer- und Schenkungsteuergesetz (ErbStG)              | |
| Schaumweinsteuer     | Verbrauchsteuer                 | Verbrauch von Schaumwein                                                                                | Schaumwein- und Zwischenerzeugnissteuergesetz (SchaumwZwStG)     | |
| Solidaritätszuschlag | Direkte Steuer und Ertragsteuer | Einkommen von natürlichen und juristischen Personen                                                     | Solidaritätszuschlaggesetz (EStG)                                | Ergänzungsabgabe zur Einkommensteuer und Körperschaftsteuer, deren Erlös allein dem Bund zusteht; grundsätzlich zur Finanzierung der Folgen der Wiedervereinigung gedacht; die Abgabe ist aber nicht zweckgebunden |
| Stromsteuer          | Verbrauchsteuer                 | Verbrauch von elektrischen Strom                                                                        | Stromsteuergesetz (StromStG)                                     | |
| Tabaksteuer          | Verbrauchsteuer                 | Verbrauch von Tabakwaren                                                                                | Tabaksteuergesetz (TabStG)                                       | |
| Umsatzsteuer         | Verkehrsteuer                   | Umsatz von Waren und Dienstleistungen                                                                   | Umsatzsteuergesetz                                               | |
| Vergnügungsteuer     | Aufwandsteuer                   | Aufwand für Vergnügungen                                                                                | Regelungen auf Länder- und Kommunalebene                         | |
| Versicherungsteuer   | Verkehrsteuer                   | Versicherungsprämien                                                                                    | Versicherungsteuergesetz (VersStG)                               | |

### In Deutschland in der Vergangenheit erhobene Steuern
| Name der Steuer      | Steuerart                 | Steuerobjekt | Gesetz | Anmerkungen |
| -------------------- | ------------------------- | --- | --- | --- |
| Branntweinsteuer     | indirekte Verbrauchsteuer | Verbrauch von Branntwein und branntweinhaltigen Waren                                                                            | Branntweinmonopolgesetz | Abschaffung zum 1. Januar 2018, da die Ausgestaltung der Steuer eine gegen das Unionsrecht verstoßende Subvention darstellte                                        |
| Fettsteuer           | indirekte Verbrauchsteuer | Verbrauch von pflanzlichen Fetten                                                                                                | Verordnung über die Erhebung einer Ausgleichsabgabe auf Fette                                                                      | Von 1933 bis 1941 erhoben |
| Getränkesteuer       | Verbrauchsteuer           | Verbrauch von Getränken in Gastwirtschaften                                                                                      | auf kommunaler Ebene erhoben | 2009 von Offenbach am Main zuletzt abgeschafft |
| Hauszinssteuer       | Ertragsteuer              | vor Juli 1918 entstandenes Wohneigentum                                                                                          | | Erhebung von 1924 bis 1943, um Gewinne abzuschöpfen, die durch die im Zuge der Hyperinflation geschehene faktische Entschuldung von Grundeigentum entstanden waren. |
| Judenvermögensabgabe | vermögensbezogene Steuer  | Gesamtvermögen | Verordnung über eine Sühneleistung der Juden deutscher Staatsangehörigkeit                                                         | Sonderabgabe, die Juden ab November 1938 leisten mussten |
| Kernbrennstoffsteuer |                           | Verbrauch von Kernbrennstoff in einem Kernreaktor                                                                                | Kernbrennstoffsteuergesetz | Vom Bundesverfassungsgericht 2017 für verfassungswidrig erklärt, da es sich nicht um eine Verbrauchsteuer handele und dem Bund kein Steuerfindungsrecht zustehe.    |
| Kohlesteuer          |                           | Herstellung und Import von Kohle                                                                                                 | Kohlensteuergesetz | 1917 bis 1922 erhoben |
| Leuchtmittelsteuer   | indirekte Verbrauchsteuer | Verbrauch von Glühlampen | Leuchtmittelsteuergesetz | 1909 bis 1992 erhoben, 1993 im Zuge der Einführung des EU-Binnenmarkts abgeschafft                                                                                  |
| Mineralölsteuer      | indirekte Verbrauchsteuer | Verbrauch von Mineralöl und anderen Energieträgern                                                                               | Mineralölsteuergesetz | 2006 abgelöst durch Energiesteuer |
| Notopfer Berlin      | Ertragsteuer              | Einkommen | Gesetz zur Erhebung einer Abgabe „Notopfer Berlin“ im Vereinigten Wirtschaftsgebiet                                                | Von 1948 bis 1956 in den westlichen Besatzungszonen bzw. der Bundesrepublik erhobene Zusatzabgabe zur Einkommensteuer zur Unterstützung West-Berlins                |
| Ostarbeiterabgabe    | Ertragsteuer              | Beschäftigung von Zwangsarbeitern aus der Sowjetunion (sog. Ostarbeitern)                                                        | Verordnung über die Einsatzbedingungen der Ostarbeiter                                                                             | Einführung 1942, um die Beschäftigung der Zwangsarbeiter im Vergleich zur Beschäftigung von Deutschen weniger attraktiv zu machen                                   |
| Reichsnotopfer       | vermögensbezogene Steuer  | Gesamtvermögen | Reichsnotopfergesetz | Von 1919 bis 1922 erhobene außerordentliche Vermögensabgabe zur Behebung der Finanznot nach dem Ersten Weltkrieg                                                    |
| Salzsteuer           | indirekte Verbrauchsteuer | Verbrauch von Kochsalz | | 1993 abgeschafft |
| Spielkartensteuer    | indirekte Verbrauchsteuer | Verbrauch von Spielkarten | | 1939 abgeschafft |
| Vermögensteuer       | vermögensbezogene Steuer  | Gesamtvermögen | Vermögensteuergesetz (VStG) | Nach einem Urteil des Bundesverfassungsgerichts seit 1997 ausgesetzt                                                                                                |
| Warenhaussteuer      | Verbrauchsteuer           | Biersteuergesetz | Von 1930 bis 1945 erhobene erhöhte Umsatzsteuer für Warenhäuser und Konsumvereine mit Jahresumsatz von mehr als einer Million Mark | |
| Wehrsteuer           | Einkommensteuer           | Gesetz über eine Steuer der Personen, die nicht zur Erfüllung der zweijährigen aktiven Dienstpflicht einberufen werden (WehrStG) | Erhebung von 1937 bis zum Ende des Zweiten Weltkriegs bei Personen, die nicht zum Wehrdienst einberufen wurden                     | |
| Zuckersteuer         | indirekte Verbrauchsteuer | Verbrauch von Zucker | | 1993 abgeschafft. Eine Zuckersteuer besteht unter anderem in Belgien, Frankreich und Großbritannien. Eine Wiedereinführung er Zuckersteuer wird diskutiert.         |

## Schweiz
| Name der Steuer     | Steuerart                       | Steuerobjekt                             | Gesetz | Anmerkungen |
| ------------------- | ------------------------------- | ---------------------------------------- | --- | --- |
| Automobilsteuer     | indirekte Verbrauchsteuer       | Erwerb von Kraftfahrzeugsteuern          | Automobilsteuergesetz (AStG)                                                                                                 | |
| Biersteuer          | indirekte Verbrauchsteuer       | Herstellung von Bier                     | Biersteuergesetz (BierStG)                                                                                                   | |
| Billettsteuer       | indirekte Verbrauchsteuer       | entgeltliche Veranstaltungen             | kantonale Gesetze und Regelungen der Gemeinden                                                                               | Erhebung durch die Gemeinden und Kantone                                                                        |
| Deponiesteuer       | Lenkungsabgabe                  | Verbringung von Material in eine Deponie | Verordnung über die Abgabe zur Sanierung von Altlasten (VASA)                                                                | |
| Einkommenssteuer    | Direkte Steuer und Ertragsteuer | Einkommen natürlicher Personen           | Bundesgesetz vom 14. Dezember 1990 über die direkte Bundessteuer (DBG) sowie kantonale Gesetze und gemeindliche Rechtsnormen | Erhebung sowohl vom Bund als auch von den Kantonen und den Gemeinden erhoben                                    |
| Emissionsabgabe     | Kapitalverkehrsteuer            | Emission von Wertpapieren                | Bundesgesetz über die Stempelabgaben (StG)                                                                                   | |
| Erbschaftssteuer    | vermögensbezogene Steuer        | Erbanfall                                | kantonale Gesetze | Erhebung in allen Kantonen außer Schwyz und Obwalden                                                            |
| Handänderungssteuer | Kapitalverkehrsteuer            | Erwerb von Grundstücken                  | kantonale Gesetze | Erhebung in allen Kantonen außer Zürich und Schwyz                                                              |
| Hundesteuer         | Aufwandsteuer                   | Halten von Hunden                        | kantonale Gesetze | |
| Körperschaftsteuer  | Direkte Steuer und Ertragsteuer | Einkommen juristischer Personen          | Bundesgesetz vom 14. Dezember 1990 über die direkte Bundessteuer (DBG) sowie kantonale Gesetze und gemeindliche Rechtsnormen | Erhebung sowohl vom Bund als auch von den Kantonen und den Gemeinden erhoben                                    |
| Mehrwertsteuer      | indirekte Verbrauchsteuer       | Umsatz von Waren und Dienstleistungen    | Mehrwertsteuergesetz | |
| Motorfahrzeugsteuer | Verkehrsteuer                   | Halten eines Kraftfahrzeugs              | Kantonale Gesetze | |
| Regalgebühr         | indirekte Verbrauchsteuer       | Verbrauch von Kochsalz                   | | |
| Schenkungsteuer     | vermögensbezogene Steuer        | Schenkung                                | kantonale Gesetze | Erhebung in allen Kantonen außer Luzern, Schwyz und Obwalden                                                    |
| Tabaksteuer         | Verbrauchsteuer                 | Umsatz von Tabakwaren                    | Tabaksteuergesetz (TbStG) | Die Tabaksteuer dient der Finanzierung der Alters- und Hinterlassenenversicherung und der Invalidenversicherung |
| Umsatzabgabe        | Kapitalverkehrsteuer            | Handel mit Wertpapieren                  | Bundesgesetz über die Stempelabgaben (StG)                                                                                   | |
| Vermögenssteuer     | vermögensbezogene Steuer        | Gesamtvermögen                           | kantonale Gesetze | Nach Art. 2 Steuerharmonisierungsgesetz besteht eine Pflicht der Kantone zur Erhebung der Vermögenssteuer       |

## Österreich

### In Österreich gegenwärtig erhobene Steuern
| Name der Steuer        | Steuerart                       | Steuerobjekt                                               | Gesetz                                                                                   | Anmerkungen                                                                                     |
| ---------------------- | ------------------------------- | ---------------------------------------------------------- | ---------------------------------------------------------------------------------------- | ----------------------------------------------------------------------------------------------- |
| Biersteuer             | indirekte Verbrauchsteuer       | Herstellung von Bier                                       | Bundesgesetz über Verbrauchsteuern auf Bier und sonstige alkoholische Getränke (BierStG) |                                                                                                 |
| Einkommensteuer        | Direkte Steuer und Ertragsteuer | Einkommen natürlicher Personen                             | Einkommensteuergesetz 1988                                                               |                                                                                                 |
| Feuerschutzsteuer      | Verkehrsteuer                   | Versicherungsprämien für Feuerversicherungen               | Feuerschutzsteuergesetz (Österreich)                                                     | Bundessteuer, die an die Bundesländer weitergegeben wird; Zweckgebundenheit fürs Feuerwehrwesen |
| Grunderwerbsteuer      | Verkehrssteuer                  | Erwerb von Grundstücken                                    | Grunderwerbsteuergesetz                                                                  |                                                                                                 |
| Grundsteuer            | Realsteuer und Substanzsteuer   | Eigentum an Grundstücken                                   | Grundsteuergesetz                                                                        | Hebesatz wird von den Gemeinden festgelegt, denen auch das Aufkommen zusteht                    |
| Hundeabgabe            | Aufwandsteuer                   | Halten von Hunden                                          | Ländergesetze                                                                            | Das Aufkommen ist nicht zweckgebunden                                                           |
| Körperschaftsteuer     | Direkte Steuer und Ertragsteuer | Einkommen juristischer Personen                            | Körperschaftsteuergesetz (KStG)                                                          |                                                                                                 |
| Kraftfahrzeugsteuer    | Verkehrsteuer                   | Halten eines Kraftfahrzeugs                                | Kraftfahrzeugsteuergesetz 1952 (KfzStG 1992)                                             |                                                                                                 |
| Flugabgabe             | Verkehrsteuer                   | Passagierflüge aus dem Inland                              | Flugabgabegesetz (FlugAbgG)                                                              |                                                                                                 |
| Mineralölsteuer        | indirekte Verbrauchsteuer       | Verbrauch von Kraftstoffen und Heizstoffen aus Mineralölen | Mineralölsteuergesetz (MÖSt-G)                                                           |                                                                                                 |
| Stiftungeingangssteuer | vermögensbezogene Steuer        | Umsatz von Waren und Dienstleistungen                      | Stiftungseingangssteuergesetz                                                            | unentgeltliche Zuwendungen an eine österreichische Privatstiftung                               |
| Tabaksteuer            | Verbrauchsteuer                 | Verbrauch von Tabakwaren                                   | Tabaksteuergesetz (TabStG)                                                               |                                                                                                 |
| Umsatzsteuer           | Verkehrsteuer                   | Umsatz von Waren und Dienstleistungen                      | Umsatzsteuergesetz                                                                       |                                                                                                 |
| Vergnügungsteuer       | Aufwandsteuer                   | Aufwand für Vergnügungen                                   | Regelungen auf Länderebene                                                               |                                                                                                 |
| Versicherungsteuer     | Verkehrsteuer                   | Versicherungsprämien                                       | Versicherungsteuergesetz (Österreich) (VersStG)                                          |                                                                                                 |

### In Österreich in der Vergangenheit erhobene Steuern
| Name der Steuer  | Steuerart                | Steuerobjekt                                | Gesetz                                          | Anmerkungen                                                                                           |
| ---------------- | ------------------------ | ------------------------------------------- | ----------------------------------------------- | --- |
| Erbschaftsteuer  | vermögensbezogene Steuer | Erbanfall                                   | Erbschafts- und Schenkungssteuergesetz (ErbStG) | 2007 vom Verfassungsgerichtshof für verfassungswidrig erklärt, seit dem 1. August 2008 keine Erhebung |
| Getränkesteuer   | Verbrauchsteuer          | Verbrauch von Getränken in Gastwirtschaften | auf kommunaler Ebene erhoben                    | 2009 von Offenbach am Main zuletzt abgeschafft                                                        |
| Schaumweinsteuer | Verbrauchsteuer          | Verbrauch von Schaumwein                    | Schaumweinsteuergesetz                          | zum 1. Juli 2021 Steuersenkung auf 0 Eure je Hektoliter                                               |
| Schenkungsteuer  | vermögensbezogene Steuer | Schenkung                                   | Erbschafts- und Schenkungssteuergesetz (ErbStG) | 2007 vom Verfassungsgerichtshof für verfassungswidrig erklärt, seit dem 1. August 2008 keine Erhebung |
| Vermögensteuer   | vermögensbezogene Steuer | Gesamtvermögen                              | Vermögensteuergesetz (VSt-G)                    | 1993 abgeschafft                                                                                      |

## Andere Länder

### Gegenwärtig
| Name der Steuer  | Steuerart | Steuerobjekt                   | Länder                                                           | Anmerkungen |
| ---------------- | --------- | ------------------------------ | ---------------------------------------------------------------- | ----------- |
| Zulassungssteuer |           | Zulassung eines Kraftfahrzeugs | Belgien, Dänemark, Estland, Griechenland, Spanien, Italien u. a. |             |

## Vorgeschlagene, aber nicht umgesetzte Steuern
| Name der Steuer          | Steuerart            | Steuerobjekt                                                 | Anmerkungen                                                                                          |
| ------------------------ | -------------------- | ------------------------------------------------------------ | --- |
| Finanztransaktionssteuer | Kapitalverkehrsteuer | börsliche und außerbörsliche Finanztransaktionen             | Eine solche Steuer wird auf EU-Ebene diskutiert                                                      |
| Fleischsteuer            | Verbrauchsteuer      | Verbrauch von Fleisch                                        | Eine solche Steuer wird aufgrund der Umweltprobleme im Zusammenhang mit dem Fleischkonsum diskutiert |
| Internetsteuer           | Verbrauchsteuer      | Nutzung des Internets                                        | Eine solche Steuer wurde 2014 in Ungarn diskutiert                                                   |
| Tobin-Steuer             | Kapitalverkehrsteuer | Finanztransaktionssteuer auf internationale Devisengeschäfte | benannt nach dem US-amerikanischen Wirtschaftswissenschaftler James Tobin                            |